# 圣克拉拉 (奇里基省)
圣克拉拉是巴拿马奇里基省雷纳西米恩托区的一个城市。该市面积为67平方（26平方英里），2010年时人口为2,642，故其人口密度为39.5名居民每平方（102名居民每平方英里），圣克拉拉设立于2003年4月30日。

## Climate and other data
圣克拉拉年均降雨量为4（13英尺），还把1,200（3,900英尺），温度位于20至30 °C（68至86 °F）之间。